# Trofeo Franco Balestra 2005
Il Trofeo Franco Balestra 2005, ventinovesima edizione della corsa e valida come evento dell'UCI Europe Tour 2005 categoria 1.2, si svolse il 13 marzo 2005 su un percorso totale di circa 171 km. Fu vinto dal bielorusso Branislaŭ Samojlaŭ che terminò la gara in 4h09'03", alla media di 41,19 km/h.

## Ordine d'arrivo (Top 10)
| Pos. | Corridore          | Squadra      | Tempo    |
| ---- | ------------------ | ------------ | -------- |
| 1    | Branislaŭ Samojlaŭ | Palazzago    | 4h09'03" |
| 2    | Jamie Burrow       | Amore & Vita | a 1"     |
| 3    | Domenico Passuello | Amore & Vita | a 13"    |
| 4    | Maurizio Biondo    | GS 93        | s.t.     |
| 5    | Anibal Borrajo     | GS 93        | s.t.     |
| 6    | Alejandro Borrajo  | Panaria      | s.t.     |
| 7    | Matteo Bono        | Egidio       | s.t.     |
| 8    | Marco Corsini      | Vitali       | a 42"    |
| 9    | Jonas Ljungblad    | Amore & Vita | s.t.     |
| 10   | Carlo Scognamiglio | Bergamasca   | s.t.     |